# Cyrtoxipha poeyi
Cyrtoxipha poeyi är en insektsart som först beskrevs av Bolívar, I. 1888.  Cyrtoxipha poeyi ingår i släktet Cyrtoxipha och familjen syrsor. Inga underarter finns listade i Catalogue of Life.